# 公衆道徳上有害業務
公衆道徳上有害業務（こうしゅうどうとくうえゆうがいぎょうむ）とは法律用語。

## 概要
職業安定法第63条や労働者派遣法第58条では「公衆道徳上有害な業務」に就かせる目的で職業紹介、労働者の募集、労働者の供給を行った者、労働者派遣をした者に対して刑事罰が規定されている。「公衆道徳上有害な業務」は社会共同生活上守られるべき道徳を害する業務と定義されている。ソープランドやファッションヘルスやストリップやアダルトビデオなどの性産業については本番行為をせずに性交類似行為に留まって売春防止法に違反せずに風俗営業法を遵守していたとしても「公衆道徳上有害な業務」という判例が確立している。1958年に売春防止法が完全に施行される前は売春業についても捜査機関によって「公衆道徳上有害な業務」を規定する職業安定法違反で摘発されたことがある。
「労働者の募集」について職業安定法では「労働者を雇用しようとする者が、自ら又は他人をして、労働者となろうとする者に対し、その被用者となることを勧誘すること」と定義しているが、1991年5月9日の大阪高裁の判決では「労働者の募集とは労働者となろうとする者に対し、被用者となるように勧め、あるいは誘うなどの働きかけのあることが必要であって、面接のなかでこのような働きかけをしたり、殊更雇用（労働）条件を偽るなど特別の事情がある場合は別として、労働契約締結の際における単なる面接や雇用（労働）条件の告知など労働契約締結に当然伴う行為は、労働者となろうとする者の意思決定に事実上影響を及ぼすことがあっても、勧誘に当たらない」としている。